# Wellington (Missouri)
Wellington – miasto w Stanach Zjednoczonych, w stanie Floryda, w hrabstwie Lafayette.